# Idioma pochuri
Pochuri, o Pochuri Naga, es un idioma hablado en Nagaland, India.
Según Ethnologue, el pochuri se habla en 27 aldeas de la subdivisión de Meluri, distrito de Phek, al sureste de Nagaland. También hay algunos hablantes en distrito de Ukhrul, Manipur (Ethnologue).
Maluri (Meluri), que a menudo se considera un dialecto de Pochuri, puede ser un idioma distinto.